# レ・コラージュ -音のアラベスク-
『レ・コラージュ』 -音のアラベスク-（レ・コラージュ おとのアラベスク）は宝塚歌劇団の舞台作品。雪組公演。
形式名は「レビュー・ファンタスティーク」。宝塚・東京は22場。
作・演出は三木章雄。併演作品は『Romance de Paris』。

## 公演期間と公演場所
- 2003年8月22日 - 9月29日　宝塚大劇場[1]
- 2003年11月8日 - 12月23日　東京宝塚劇場[2]
- 2004年1月31日 - 2月19日　中日劇場[3]

## スタッフ（宝塚・東京）
※氏名の後ろに「宝塚」「東京」の文字がなければ両劇場共通。
- 作曲・編曲：高橋城、吉田優子、鞍富真一、斉藤恒芳
- 編曲：青木朝子
- 音楽指揮：矢部豊（宝塚）、清川知己（東京）
- 振付：羽山紀代美、名倉加代子、藍エリナ、御織ゆみ乃、若央りさ
- 装置：大橋泰弘
- 衣装：任田幾英
- 照明：勝柴次朗
- 音響：加門清邦
- 小道具：谷田祥一
- 効果：木多美生
- 演出補：藤井大介
- 演出助手：手島恭子
- 装置助手：國包洋子
- 衣装補：河底美由紀
- 舞台進行：森田智広（宝塚）、田中秀和（東京）
- 舞台美術製作：株式会社宝塚舞台
- 演奏：宝塚歌劇オーケストラ（宝塚）
- 演奏コーディネート：株式会社内藤音楽事務所（東京）
- 衣装生地提供：日東紡績株式会社
- 制作：樫原幸英

## 主な配役

### 宝塚・東京
- ミステール男S、タブー女S、ル・バル男S、ヘリオガバルス、ジャズキング、エトランジェ、ロム、レ・コラージュ紳士S - 朝海ひかる[1][2]
- ミステールチュチュS、マーシャン、ジャズクイーン、アムール、ラ・ファム、レ・コラージュ淑女S - 舞風りら[1][2]
- クレサンド男S、友S、ジャズボーイA、メモワール男A、ファントーム紳士S、レ・コラージュ紳士A - 樹里咲穂[1][2]
- クレサンド男S、プリンス、ザ・シンガー、メモワール男A、ビスマルカンS、レ・コラージュ紳士A - 貴城けい[1][2]
- スキャンダル女A、少女、ファントーム淑女S、レ・コラージュ淑女A - 白羽ゆり[1][2]
- スキャンダル男A、友A、ラテンラヴァーズ、ファントーム紳士A、レ・コラージュ紳士A - 壮一帆[1][2]
- ジョイ男A、ラッツキング、ジャズボーイA、メモワール男、ビスマルカン、レ・コラージュ紳士A - 音月桂[1][2]